# Marlos
Marlos Romero Bonfim (São José dos Pinhais, Brasil, 7 de junio de 1988) es un exfutbolista brasileño, nacionalizado ucraniano, que jugaba como extremo.

## Selección nacional
El 11 de octubre de 2017 debutó con la selección de Ucrania en un amistoso ante Kosovo. Con dicha selección acudió a la Eurocopa 2020.

### Participaciones en Eurocopas
| Copa          | Sede   | Resultado        | Partidos | Goles |
| ------------- | ------ | ---------------- | -------- | ----- |
| Eurocopa 2020 | Europa | Cuartos de final | 2        | 0     |

## Clubes
| Club                     | País    | Año       | Partidos | Goles |
| ------------------------ | ------- | --------- | -------- | ----- |
| Coritiba F. C.           | Brasil  | 2007-2009 | 63       | 4     |
| São Paulo F. C.          | Brasil  | 2009-2011 | 81       | 6     |
| C. A. Rentistas          | Uruguay | 2011-2012 | 0        | 0     |
| São Paulo F. C. (cedido) | Brasil  | 2011      | 54       | 7     |
| F. C. Metalist Járkov    | Ucrania | 2012-2014 | 75       | 13    |
| F. K. Shakhtar Donetsk   | Ucrania | 2014-2021 | 287      | 74    |
| Athletico Paranaense     | Brasil  | 2022      | 14       | 3     |

## Palmarés

### Campeonatos regionales
| Título                | Club     | Estado | Año  |
| --------------------- | -------- | ------ | ---- |
| Campeonato Paranaense | Coritiba | Paraná | 2008 |

### Campeonatos nacionales
| Título                  | Club             | País    | Año  |
| ----------------------- | ---------------- | ------- | ---- |
| Serie B                 | Coritiba         | Brasil  | 2007 |
| Supercopa de Ucrania    | Shakhtar Donetsk | Ucrania | 2014 |
| Supercopa de Ucrania    | Shakhtar Donetsk | Ucrania | 2015 |
| Copa de Ucrania         | Shakhtar Donetsk | Ucrania | 2016 |
| Liga Premier de Ucrania | Shakhtar Donetsk | Ucrania | 2017 |
| Copa de Ucrania         | Shakhtar Donetsk | Ucrania | 2017 |
| Supercopa de Ucrania    | Shakhtar Donetsk | Ucrania | 2017 |
| Copa de Ucrania         | Shakhtar Donetsk | Ucrania | 2018 |
| Liga Premier de Ucrania | Shakhtar Donetsk | Ucrania | 2018 |
| Copa de Ucrania         | Shakhtar Donetsk | Ucrania | 2019 |
| Liga Premier de Ucrania | Shakhtar Donetsk | Ucrania | 2019 |
| Liga Premier de Ucrania | Shakhtar Donetsk | Ucrania | 2020 |
| Supercopa de Ucrania    | Shakhtar Donetsk | Ucrania | 2021 |